# Bikini
 For alternative betydninger, se Bikini (flertydig). (Se også artikler, som begynder med Bikini)
Bikinien er en todelt letdækkende badedragt, der primært bliver båret af kvinder, som består af fire trekantede stykker stof: to der dækker brysterne og to, der dækker bunden: en foran, der dækker en del af bækkenområdet, men ikke navlen, og bagsiden, der dækker balderne. Størrelsen på en bikinitop og -bund kan variere fra bikinier, der dækker hele brystet, skridtet og balderne, til mere afslørende designs som g-streng-underdel, der kun dækker venusbjerget, men viser balderne, og en top, der kun dækker areola.
I maj 1946 begyndte den parisiske modedesigner Jacques Heim at sælge en badedragt i to dele, som han kaldte Atome ('Atom'), og han reklamerede for den med sloganet "den mindste badedragt i verden". Ligesom andre badedragter fra perioden dækkede den bærerens navle, og den skabte ikke meget opmærksomhed. Tøjdesigneren Louis Réard introducerede et nyt og mindre design i juli. Han opkaldte badedragten efter Bikini-atollen, hvor den første offentlige test af en atombombe var foregået fire dage inden. Hans sparsomme design havde seksuelle undertoner, da det viste bærerens navle samt meget af hendes balder. Der var ingen professionelle modeller, der ville iføre sig den, så han hyrede en nøgendanser fra Casino de Paris ved navn Micheline Bernardini til at gå model ved en fremvisnig.
Lignende mode havde dog været fremme tidligere, bl.a. i Rom omkring det 3. til 4. århundrede, og fund fra Bulgarien viser den samme mode anvendt på en statue fra det 5. århundrede f.Kr.
Som følge af sit afslørende design blev bikinien tidligere betragtet som kontroversiel, mødte modstand fra en række grupper og blev kun langsomt accepteret i den brede offentlighed. I mange lande var designet forbudt på strande og andre offentlige områder: i 1949 forbød Frankrig kvinder at bære bikinien ved landets kyster; Tyskland havde forbud mod bikinien ved offentlige svømmebassiner indtil 1970'erne, og nogle kommunistgrupper fordømte bikinien som "kapitalistisk dekadence". Bikinien blev også kritiseret af nogle feminister, der udskældte den som en type tøj, der var designet til at tjene mænds smag, og ikke kvinders. På trods af tilbageslag blev bikinien stadig solgt i første halvdel af 1900-tallet, men i mindre mængder.
Bikinien opnåede større eksponering og accept, da filmstjerner som Brigitte Bardot, Raquel Welch og Ursula Andress bar dem og blev fotograferet på offentlige strande og set i film. Det minimalistiske bikinidesign blev almindeligt i de fleste vestlige lande i midten af 1960'erne både som badetøj og undertøj. I slutningen af 1900-tallet var den også en bredt anvendt type badetøj og sportstøj i beachvolley og bodybuilding. Der findes en række moderne stilistiske varianter af designet, som bruges i markedsføringsøjemed inklusive monokini, microkini, tankini, trikini, pubikini, skirtini, thong og g-streng. Mænds badebukser kan også kaldes en bikini. Ligeledes kan en række herre- og dameundertøj også beskrives som bikini-undertøj. Bikinien har gradvist opnået accept i vestlige samfund. I begyndelsen af 2000'erne var bikinier blevet en industri med en årlig omsætning på $811 mio., og har affødt adskillige andre serviceområder som bikinivoksning og solbadning.

## Monokini
En monokini er en blanding imellem en badedragt og en bikini; den har en del udskæringer der har til hensigt at gøre den mere sexet end både bikinier og badedragte.[kilde mangler]
Monokinien blev designet af Rudi Gernreich.

## Galleri
- Bandeaukini
- Microkini
- Monokini
- Skirtini
- Sling bikini
- String bikinig
- Tankini
- Trikini